# Coelocorynus darwinianus
Coelocorynus darwinianus är en skalbaggsart som beskrevs av Hermann Julius Kolbe 1909. Coelocorynus darwinianus ingår i släktet Coelocorynus och familjen Cetoniidae. Inga underarter finns listade i Catalogue of Life.